# Consell comunal de Mamer
El consell comunal de Mamer (francès: Conseil communal de Mamer) és el consell local de la comuna de Mamer, al sud-oest de Luxemburg.
És constituït per tretze membres, escollits cada sis anys mitjançant representació proporcional. Les darreres eleccions es van realitzar el 9 d'octubre de 2005, va donar lloc a una victòria entre del Partit Popular Social Cristià (CSV). Al collège échevinal, va formar coalició amb el Partit Socialista dels Treballadors (LSAP), sota el lideratge de l'alcalde Gilles Roth del CSV.
| Partit                    | Partit                                     | Escons | Regidors                                                                                      |
| ------------------------- | ------------------------------------------ | ------ | --------------------------------------------------------------------------------------------- |
|                           | Partit Popular Social Cristià (CSV)        | 6      | Jean Beissel, Luc Feller, Jean-Marie Kerschenmeyer, Gilles Roth, Alfons Schmid, Marcel Schmit |
|                           | Partit Socialista dels Treballadors (LSAP) | 3      | Susy Lentz, Roger Negri, Roland Trausch                                                       |
|                           | Partit Democràtic (DP)                     | 2      | Fernand Kirch, Alfred Klopp                                                                   |
|                           | Els Verds                                  | 2      | Edmeé Besch-Glangé, Jean-Paul Weydert                                                         |
| Font:Le Conseil communal> |                                            |        |                                                                                               |